# グレイス -消えゆく幸せ-
『グレイス -消えゆく幸せ-』（原題:A Fall from Grace）は2020年に配信されたアメリカ合衆国のスリラー映画である。監督はタイラー・ペリー、主演はクリスタル・フォックスが務めた。

## ストーリー
ジャスミン・ブライアントはバージニア州の小さな町で公選弁護人として活動していた。警察官の夫、ジョーダンは数日前に女性の飛び降り自殺を止められなかったことを気に病んでいた。そんなある日、ジャスミンは上司のローリーからグレイス・ウォーターズという女性の弁護を担当するように命じられた。グレイスは夫のシャノンを殺害した容疑で告発されていた。面会時、グレイスは「息子のマルコムにいつでも会える距離にある刑務所には入れるなら、司法取引に応じたい」とジャスミンに言ってきた。容疑者らしからぬ態度を不審に思ったグレイスが事件について調べると、シャノンの死体が見つかっていないなどの不可解な点が複数あった。
ローリーはジャスミンが裁判に打って出るのを快く思っていなかった。法律事務所に裁判費用を工面するだけの金がなかったのと、「殺人犯を擁護する気か」的なメディアからのバッシングを恐れていたのである。その頃、ジャスミンはグレイスの親友、サラに会っていた。サラは「離婚した後、グレイスはすっかり塞ぎ込んでいたのですが、それでも、何とか新しい人生を歩み出そうとしていました。そんなときに、グレイスはシャノンと出会ったようです。」とグレイスに言った。さらなる調査の結果、ジャスミンと同僚たちはグレイスの無実を確信するに至った。
しかし、裁判はジャスミンが意図したようには進まず、陪審員たちはグレイスに有罪の評決を下した。ショックを受けたジャスミンだったが、ほどなくして、事件の真実を知ることになった。それは誰もが予想だにしなかったことであった。

## キャスト
- クリスタル・フォックス - グレイス・ウォーターズ（吹替：山像かおり）
- フィリシア・ラシャド - サラ・ミラー/ベティ・ミルズ（吹替：小宮和枝）
- ブレシャ・ウェッブ - ジャスミン・ブライアント（吹替：弘松芹香）
- メカッド・ブルックス - シャノン・デロング/モーリス・ミルズ（吹替：加瀬康之）
- シシリー・タイソン - アリス
- タイラー・ペリー - ローリー・ガラックス（吹替：ボルケーノ太田）
- エイドリアン・パスダー - ブラッドリー・タンカートン
- マシュー・ロー - ジョーダン・ブライアント
- ドノヴァン・クリスティ・Jr - ドニー
- ウォルター・フォントルロイ - マルコム・ウォーターズ
- アンジェラ・マリー・リグスビー - ティルサ

## 製作・マーケティング
2018年の秋、本作は5日かけて撮影された。2019年11月23日、本作がNetflixで配信されることが発表されると共に、クリスタル・フォックス、フィリシア・ラシャド、ブレシャ・ウェッブ、シシリー・タイソン、タイラー・ペリーがキャスト入りした。2020年1月3日、本作のオフィシャル・トレイラーが公開された。

## 評価
本作に対する批評家からの評価は芳しいものではない。映画批評集積サイトのRotten Tomatoesには17件のレビューがあり、批評家支持率は24%、平均点は10点満点で3.77点となっている。また、Metacriticには7件のレビューがあり、加重平均値は34/100となっている。